# جائزة نوبل للسلام 2011
مُنحت جائزة نوبل للسلام لعام 2011 بشكل مشترك لثلاث ناشطات سياسيات. مُنحت امرأتان أفريقيتان وواحدة آسيوية لمثابرتهن في الحصول على حقوق متساوية للمرأة.

## الفائزون
وكان الفائزات بالجائزة هن:
- الرئيسة الليبيرية إلين جونسون سيرليف،
- الناشطة الليبيرية ليما غبوي
- السياسية اليمنية توكل كرمان

لنضالهن السلمي من أجل سلامة المرأة ومن أجل حقوق المرأة في المشاركة الكاملة في أعمال بناء السلام". عند الإعلان عن الجائزة في 7 أكتوبر 2011، شدد رئيس لجنة نوبل النرويجية، توربيورن ياغلاند، على الصلة بين حقوق المرأة والسلام والديمقراطية.

## الترشيح والإعلان
يتم اختيار الفائز من قبل لجنة نوبل النرويجية من بين ترشيحات الآخرين. كان هناك 241 ترشيحًا لجائزة عام 2011، والتي شملت الاتحاد الأوروبي وويكيليكس وأفراد مرتبطين بالربيع العربي مثل إسراء عبد الفتاح ووائل غنيم. 
يتم تعيين أعضاء لجنة نوبل الخمسة من قبل البرلمان النرويجي ليعكسوا تقريبًا التكوين الحزبي لتلك الهيئة. قد لا يكون أعضاء اللجنة من أعضاء البرلمان الحاليين أو المسؤولين الحكوميين. 

## ردود الفعل
كانت ردود فعل السياسيين والمعلقين على جائزة 2011 بشكل أساسي  إيجابية لكن ونستون توبمان، الذي وقف ضد إلين جونسون سيرليف في الانتخابات الرئاسية 2011، انتقد الجائزة، متهمًا سيرليف بأنها «دعاة حرب».